# 台湖车辆段
39°49′33.98″N 116°35′59.44″E / 39.8261056°N 116.5998444°E
台湖车辆段位于中華人民共和國北京市通州区台湖镇，是北京地铁亦庄线车辆段。台湖车辆段于2010年底与亦庄线一起投入使用。建筑面积约6万平方米。台湖车辆段主要用于亦庄线车辆的保养和停放，也有办公和信号调度等功能；部分列车也停放于宋家庄停车场。